# Europawahl in Spanien 2024
- AR: 3
- Pod.: 2
- Sumar: 3
- PSOE: 20
- Junts: 1
- EAJ/PNV: 1
- PP: 22
- VOX: 6
- SALF: 3

- Linke: 4
- S&D: 20
- G/EFA: 4
- RE: 1
- EVP: 22
- PfE: 6
- NI: 4

Die Europawahl in Spanien 2024 fand am 9. Juni als Teil der EU-weiten Europawahl 2024 statt. Sie war die neunte Wahl zum Europäischen Parlament. In Spanien wurden 61 der 720 Abgeordneten des Europaparlaments gewählt.
Am Pfingstsonntag (19. Mai 2024) sprach der argentinische Präsident Javier Milei, der sich als »Anarchokapitalist« bezeichnet, bei einer Wahlkampfveranstaltung der spanischen Rechtspopulisten (Vox) zur Europawahl in Madrid vor über 10.000 Menschen. Milei zog über die Ehefrau des spanischen Ministerpräsidenten Sánchez (PSOE) her, nannte sie korrupt und kritisierte die Regierung Sanchez. Spaniens Außenminister hat den Botschafter Argentiniens einbestellt und droht mit weiteren Schritten. 
An dem Treffen nahmen auch rechte, rechtspopulistische und nationalkonservative Politiker aus dem Ausland teil, darunter aus Frankreich Marine Le Pen (Rassemblement National), aus Portugal André Ventura, aus Chile José Kast und der israelische Minister für soziale Gleichheit, Amichai Chikli.
Die italienische Ministerpräsidentin Giorgia Meloni nahm per Videokonferenz teil. Ungarns Regierungschef Viktor Orbán hatte eine Botschaft geschickt, in der er die Europawahl 2024 als »einen großen gemeinsamen Kampf« gegen ein Europa bezeichnete, das »massenhafte illegale Migration« fördere.

## Ausgangslage

### Scheidendes Parlament
| Fraktion                       | Fraktion                                               | Mandate | Partei                     | Partei                            | Mandate |
| ------------------------------ | ------------------------------------------------------ | ------- | -------------------------- | --------------------------------- | ------- |
|                                | Fraktion der Progressiven Allianz der Sozialdemokraten | 21 / 59 |                            | Partido Socialista Obrero Español | 21 / 59 |
|                                | Fraktion der Europäischen Volkspartei                  | 13 / 59 |                            | Partido Popular                   | 13 / 59 |
|                                | Renew Europe                                           | 9 / 59  |                            | Ciudadanos                        | 7 / 59  |
|                                | Renew Europe                                           | 9 / 59  | Eusko Alderdi Jeltzalea    | 1 / 59                            |         |
|                                | Renew Europe                                           | 9 / 59  | Unabhängige                | 1 / 59                            |         |
|                                | Die Linke im Europäischen Parlament – GUE/NGL          | 6 / 59  |                            | Podemos                           | 4 / 59  |
|                                | Die Linke im Europäischen Parlament – GUE/NGL          | 6 / 59  | Izquierda Unida            | 1 / 59                            |         |
|                                | Die Linke im Europäischen Parlament – GUE/NGL          | 6 / 59  | Anticapitalistas           | 1 / 59                            |         |
|                                | Europäische Konservative und Reformer                  | 4 / 59  |                            | VOX                               | 4 / 59  |
|                                | Die Grünen/Europäische Freie Allianz                   | 3 / 59  |                            | Esquerra Republicana de Catalunya | 2 / 59  |
|                                | Die Grünen/Europäische Freie Allianz                   | 3 / 59  | Bloque Nacionalista Galego | 1 / 59                            |         |
|                                | Fraktionslose                                          | 3 / 59  |                            | Junts per Catalunya               | 3 / 59  |
|                                |                                                        |         |                            |                                   |         |
| Quelle: Europäisches Parlament |                                                        |         |                            |                                   |         |

### Listen und Parteien
| N.                              | Liste/Partei                                | Liste/Partei                                                                         | Liste/Partei                                                                         | Liste/Partei | Liste/Partei                                                                         | Europapartei        | Wahlkreise               |
| ------------------------------- | ------------------------------------------- | ------------------------------------------------------------------------------------ | ------------------------------------------------------------------------------------ | --- | ------------------------------------------------------------------------------------ | ------------------- | ------------------------ |
| 1                               |                                             | Izquierda Española                                                                   | Izquierda Española                                                                   | Izquierda Española | Izquierda Española                                                                   | –                   | Alle                     |
| 2                               |                                             | Coalición por una Europa Solidaria                                                   | El Pi – CEUS                                                                         | | El Pi – Proposta per les Illes                                                       | –                   | Balearische Inseln       |
| 2                               | CCa – CEUS                                  | Coalición por una Europa Solidaria                                                   |                                                                                      | Coalición Canaria | EDP                                                                                  | Kanarische Inseln   |                          |
| 2                               | Geroa Bai – CEUS                            | Coalición por una Europa Solidaria                                                   |                                                                                      | Atarrabia Taldea | –                                                                                    | Navarra             |                          |
| 2                               | Geroa Bai – CEUS                            | Coalición por una Europa Solidaria                                                   |                                                                                      | Geroa Socialverdes | –                                                                                    | Navarra             |                          |
| 2                               | Geroa Bai – CEUS                            | Coalición por una Europa Solidaria                                                   |                                                                                      | Eusko Alderdi Jeltzalea | EDP                                                                                  | Navarra             |                          |
| 2                               | EAJ-PNV – CEUS                              | Coalición por una Europa Solidaria                                                   |                                                                                      | Eusko Alderdi Jeltzalea | EDP                                                                                  | Baskenland          |                          |
| 2                               | Coalición por una Europa Solidaria          | Coalición por una Europa Solidaria                                                   | Coalición por una Europa Solidaria                                                   | – | Alle anderen                                                                         |                     |                          |
| 3                               |                                             | Frente Obrero                                                                        | Frente Obrero                                                                        | Frente Obrero | Frente Obrero                                                                        | –                   | Alle                     |
| 4                               |                                             | Ahora Repúblicas                                                                     | Ara Més – Ara Repúbliques                                                            | | Més per Mallorca                                                                     | –                   | Balearische Inseln       |
| 4                               |                                             | Ahora Repúblicas                                                                     | Ara Més – Ara Repúbliques                                                            | Més per Menorca | EFA                                                                                  |                     | Balearische Inseln       |
| 4                               |                                             | Ahora Repúblicas                                                                     | Ara Més – Ara Repúbliques                                                            | Ara Eivissa | –                                                                                    |                     | Balearische Inseln       |
| 4                               | ERC – Ara Repúbliques                       | Ahora Repúblicas                                                                     |                                                                                      | Esquerra Republicana de Catalunya | EFA                                                                                  | Katalonien          |                          |
| 4                               | BNG – Agora Repúblicas                      | Ahora Repúblicas                                                                     |                                                                                      | Bloque Nacionalista Galego | EFA                                                                                  | Galicien            |                          |
| 4                               | EH Bildu – Orain Errepublikak               | Ahora Repúblicas                                                                     |                                                                                      | Eusko Alkartasuna | EFA                                                                                  | Navarra, Baskenland |                          |
| 4                               | EH Bildu – Orain Errepublikak               | Ahora Repúblicas                                                                     |                                                                                      | Sortu | –                                                                                    | Navarra, Baskenland |                          |
| 4                               | EH Bildu – Orain Errepublikak               | Ahora Repúblicas                                                                     |                                                                                      | Alternatiba | –                                                                                    | Navarra, Baskenland |                          |
| 4                               | ERPV – Ara Repúbliques                      | Ahora Repúblicas                                                                     |                                                                                      | Esquerra Republicana del País Valencià | –                                                                                    | Valencia            |                          |
| 4                               | Ahora Repúblicas                            | Ahora Repúblicas                                                                     | Ahora Repúblicas                                                                     | – | Alle anderen                                                                         |                     |                          |
| 5                               |                                             | Junts i Lliures per Europa                                                           | Junts i Lliures per Europa                                                           | | Junts per Catalunya                                                                  | –                   | Alle                     |
| 5                               |                                             | Junts i Lliures per Europa                                                           | Junts i Lliures per Europa                                                           | Demòcrates de Catalunya | –                                                                                    |                     | Alle                     |
| 5                               |                                             | Junts i Lliures per Europa                                                           | Junts i Lliures per Europa                                                           | Moviment d’Esquerres de Catalunya | –                                                                                    |                     | Alle                     |
| 6                               |                                             | Partido Socialista Obrero Español (einschl. PSC)                                     | Partido Socialista Obrero Español (einschl. PSC)                                     | Partido Socialista Obrero Español (einschl. PSC) | Partido Socialista Obrero Español (einschl. PSC)                                     | SPE                 | Alle                     |
| 7                               |                                             | Ahora Andalucía                                                                      | Ahora Andalucía                                                                      | | Andalucía Por Sí                                                                     | EVP                 | Alle                     |
| 7                               |                                             | Ahora Andalucía                                                                      | Ahora Andalucía                                                                      | Convergencia Andaluza | –                                                                                    |                     | Alle                     |
| 7                               |                                             | Ahora Andalucía                                                                      | Ahora Andalucía                                                                      | Compromiso por Andalucía | –                                                                                    |                     | Alle                     |
| 8                               |                                             | Iustitia Europa                                                                      | Iustitia Europa                                                                      | Iustitia Europa | Iustitia Europa                                                                      | –                   | Alle                     |
| 9                               |                                             | VOX                                                                                  | VOX                                                                                  | VOX | VOX                                                                                  | EKR                 | Alle                     |
| 10                              |                                             | Partido Popular                                                                      | Partido Popular                                                                      | Partido Popular | Partido Popular                                                                      | –                   | Alle                     |
| 11                              |                                             | Escaños en Blanco                                                                    | Escaños en Blanco                                                                    | Escaños en Blanco | Escaños en Blanco                                                                    | –                   | Alle                     |
| 12                              |                                             | Corriente Revolucionaria de los Trabajadores                                         | Corriente Revolucionaria de los Trabajadores                                         | Corriente Revolucionaria de los Trabajadores | Corriente Revolucionaria de los Trabajadores                                         | –                   | Alle                     |
| 13                              |                                             | Podemos                                                                              | Podemos                                                                              | Podemos | Podemos                                                                              | MLP                 | Alle                     |
| 14                              |                                             | Feministas al Congreso                                                               | Feministas al Congreso                                                               | Feministas al Congreso | Feministas al Congreso                                                               | –                   | Alle                     |
| 15                              |                                             | Partido Comunista de los Trabajadores de España                                      | Partido Comunista de los Trabajadores de España                                      | Partido Comunista de los Trabajadores de España | Partido Comunista de los Trabajadores de España                                      | EKA                 | Alle                     |
| 16                              |                                             | Partido Comunista de los Pueblos de España – Partit Comunista del Poble de Catalunya | Partido Comunista de los Pueblos de España – Partit Comunista del Poble de Catalunya | Partido Comunista de los Pueblos de España – Partit Comunista del Poble de Catalunya                                                                                  | Partido Comunista de los Pueblos de España – Partit Comunista del Poble de Catalunya | –                   | Alle                     |
| 17                              |                                             | Salamanca – Zamora – León PREPAL                                                     | Salamanca – Zamora – León PREPAL                                                     | Salamanca – Zamora – León PREPAL | Salamanca – Zamora – León PREPAL                                                     | –                   | Alle                     |
| [18]                            |                                             | Partido Libertario                                                                   | Partido Libertario                                                                   | Partido Libertario | Partido Libertario                                                                   | –                   | Keine                    |
| 19                              |                                             | Sumar                                                                                | Liste Sumar                                                                          | | Movimiento Sumar                                                                     | –                   | Alle (siehe Listennamen) |
| 19                              |                                             | Sumar                                                                                | Liste Sumar                                                                          | Izquierda Unida | EL                                                                                   |                     | Alle (siehe Listennamen) |
| 19                              |                                             | Sumar                                                                                | Liste Sumar                                                                          | Verdes Equo | EGP                                                                                  |                     | Alle (siehe Listennamen) |
| 19                              |                                             | Sumar                                                                                | Liste Sumar                                                                          | Más Madrid | –                                                                                    |                     | Alle (siehe Listennamen) |
| 19                              | Liste Comuns Sumar ↳ mit Catalunya en Comú: | Sumar                                                                                |                                                                                      | Esquerra Unida Catalunya | –                                                                                    | Katalonien          |                          |
| 19                              | Liste Comuns Sumar ↳ mit Catalunya en Comú: | Sumar                                                                                |                                                                                      | Esquerra Verda | EGP                                                                                  | Katalonien          |                          |
| 19                              | Liste Compromís – Sumar ↳ mit Compromís:    | Sumar                                                                                |                                                                                      | Més-Compromís | EFA                                                                                  | Valencia            |                          |
| 19                              | Liste Compromís – Sumar ↳ mit Compromís:    | Sumar                                                                                |                                                                                      | Iniciativa del Poble Valencià | EGP                                                                                  | Valencia            |                          |
| 19                              | Liste Compromís – Sumar ↳ mit Compromís:    | Sumar                                                                                |                                                                                      | Verds Equo del País Valencià | –                                                                                    | Valencia            |                          |
| 19                              | Liste Sumar Aragón → einschl.:              | Sumar                                                                                |                                                                                      | Chunta Aragonesista | –                                                                                    | Aragonien           |                          |
| 19                              | Liste Sumar Andalucía → einschl.:           | Sumar                                                                                |                                                                                      | Iniciativa del Pueblo Andaluz | –                                                                                    | Andalusien          |                          |
| 19                              | Liste Sumar Canarias → einschl.:            | Sumar                                                                                |                                                                                      | Nueva Canarias | –                                                                                    | Kanarische Inseln   |                          |
| 19                              | Liste Sumar Galicia → Landesverbände:       | Sumar                                                                                |                                                                                      | Movemento Sumar Galicia – Esquerda Unida – Verdes Equo Galicia | –                                                                                    | Galicien            |                          |
| 20                              |                                             | Partido Animalista Con el Medio Ambiente                                             | Partido Animalista Con el Medio Ambiente                                             | Partido Animalista Con el Medio Ambiente | Partido Animalista Con el Medio Ambiente                                             | –                   | Alle                     |
| 21                              |                                             | Cree en Europa                                                                       | Cree en Europa                                                                       | | Cree                                                                                 | –                   | Alle                     |
| 21                              |                                             | Cree en Europa                                                                       | Cree en Europa                                                                       | Contigo Somos Democracia | –                                                                                    |                     | Alle                     |
| 22                              |                                             | País i Moviment Rural                                                                | País i Moviment Rural                                                                | | Convergents                                                                          | –                   | Alle                     |
| 22                              |                                             | País i Moviment Rural                                                                | País i Moviment Rural                                                                | Moviment Demòcrata Català | –                                                                                    |                     | Alle                     |
| 22                              |                                             | País i Moviment Rural                                                                | País i Moviment Rural                                                                | Republica Valenciana/Partit Valencianista Europeu | –                                                                                    |                     | Alle                     |
| 22                              |                                             | País i Moviment Rural                                                                | País i Moviment Rural                                                                | Via Mediterrània | –                                                                                    |                     | Alle                     |
| 23                              |                                             | Se Acabó La Fiesta                                                                   | Se Acabó La Fiesta                                                                   | Se Acabó La Fiesta | Se Acabó La Fiesta                                                                   | –                   | Alle                     |
| 24                              |                                             | Futuro                                                                               | Futuro                                                                               | Futuro | Futuro                                                                               | –                   | Alle                     |
| 25                              |                                             | La España Olvidada Existe – Municipalistas – Mundo Justo                             | La España Olvidada Existe – Municipalistas – Mundo Justo                             | | Teruel Existe                                                                        | –                   | Alle                     |
| 25                              |                                             | La España Olvidada Existe – Municipalistas – Mundo Justo                             | La España Olvidada Existe – Municipalistas – Mundo Justo                             | Unión de Ciudadanos Independientes | –                                                                                    |                     | Alle                     |
| 25                              |                                             | La España Olvidada Existe – Municipalistas – Mundo Justo                             | La España Olvidada Existe – Municipalistas – Mundo Justo                             | Por un Mundo más Justo | –                                                                                    |                     | Alle                     |
| 25                              |                                             | La España Olvidada Existe – Municipalistas – Mundo Justo                             | La España Olvidada Existe – Municipalistas – Mundo Justo                             | Soria ¡Ya! | –                                                                                    |                     | Alle                     |
| 25                              |                                             | La España Olvidada Existe – Municipalistas – Mundo Justo                             | La España Olvidada Existe – Municipalistas – Mundo Justo                             | Coalición de Centro Democrático | –                                                                                    |                     | Alle                     |
| 25                              |                                             | La España Olvidada Existe – Municipalistas – Mundo Justo                             | La España Olvidada Existe – Municipalistas – Mundo Justo                             | Lokale Parteien - Cuenca Ahora - Aragón Existe - Centrats en Nules - Jaén Merece Más - Somos Cáceres - Unión Democrática de Independientes de Mazarrón - Ahora Decide | –                                                                                    |                     | Alle                     |
| 26                              |                                             | Ciudadanos                                                                           | Ciudadanos                                                                           | Ciudadanos | Ciudadanos                                                                           | ALDE                | Alle                     |
| 27                              |                                             | Falange Española de las JONS                                                         | Falange Española de las JONS                                                         | Falange Española de las JONS | Falange Española de las JONS                                                         | –                   | Alle                     |
| 28                              |                                             | Soberanía Alimentaria Española                                                       | Soberanía Alimentaria Española                                                       | Soberanía Alimentaria Española | Soberanía Alimentaria Española                                                       | –                   | Alle                     |
| 29                              |                                             | Juntos por Extremadura                                                               | Juntos por Extremadura                                                               | Juntos por Extremadura | Juntos por Extremadura                                                               | –                   | Alle                     |
| 30                              |                                             | Partido Humanista                                                                    | Partido Humanista                                                                    | Partido Humanista | Partido Humanista                                                                    | –                   | Alle                     |
| 31                              |                                             | Volt España                                                                          | Volt España                                                                          | Volt España | Volt España                                                                          | Volt                | Alle                     |
| 32                              |                                             | Recortes Cero                                                                        | Recortes Cero                                                                        | Recortes Cero | Recortes Cero                                                                        | –                   | Alle                     |
| [33]                            |                                             | Espacio Amplio Paz Soberanía República                                               | Espacio Amplio Paz Soberanía República                                               | | Partido Socialista Libre Federación                                                  | –                   | Keine                    |
| [33]                            |                                             | Espacio Amplio Paz Soberanía República                                               | Espacio Amplio Paz Soberanía República                                               | Partido Federal Europeo | –                                                                                    |                     | Keine                    |
| [33]                            |                                             | Espacio Amplio Paz Soberanía República                                               | Espacio Amplio Paz Soberanía República                                               | Partido del Trabajo Unificado | –                                                                                    |                     | Keine                    |
| [33]                            |                                             | Espacio Amplio Paz Soberanía República                                               | Espacio Amplio Paz Soberanía República                                               | Espacio Amplio | –                                                                                    |                     | Keine                    |
| [34]                            |                                             | Fiel                                                                                 | Fiel                                                                                 | Fiel | Fiel                                                                                 | –                   | Keine                    |
| [35]                            |                                             | Izquierda por España                                                                 | Izquierda por España                                                                 | | Izquierda en Positivo                                                                | –                   | Keine                    |
| [35]                            |                                             | Izquierda por España                                                                 | Izquierda por España                                                                 | Unidos por la Solidaridad Internacional | –                                                                                    |                     | Keine                    |
| [35]                            |                                             | Izquierda por España                                                                 | Izquierda por España                                                                 | Democracia Efectiva | –                                                                                    |                     | Keine                    |
|                                 |                                             |                                                                                      |                                                                                      | |                                                                                      |                     |                          |
| Quelle: Junta electoral central |                                             |                                                                                      |                                                                                      | |                                                                                      |                     |                          |

## Ergebnis
- Wahllokale: 99,96 %

### Nach Parteien
| Listen                   | Listen | Stimmen    | %    | Mandate |
| ------------------------ | --- | ---------- | ---- | ------- |
|                          | Partido Popular | 5.963.074  | 34,2 | 22      |
|                          | Partido Socialista Obrero Español | 5.261.293  | 30,2 | 20      |
|                          | VOX | 1.678.218  | 9,6  | 6       |
|                          | Ahora Repúblicas - Esquerra Republicana de Catalunya (354.247) - EH Bildu (276.735) - Bloque Nacionalista Galego (179.905) - Ara Més (16.457) - Esquerra Republicana del País Valencià (8.457) - Wahlbündnis (20.699) | 856.500    | 4,9  | 3       |
|                          | Sumar | 811.545    | 4,7  | 3       |
|                          | Se Acabó La Fiesta | 800.763    | 4,6  | 3       |
|                          | Podemos | 571.902    | 3,3  | 2       |
|                          | Junts i Lliures per Europa (JxCat – DC – MEScat) | 443.275    | 2,5  | 1       |
|                          | Coalición por una Europa Solidaria - Eusko Alderdi Jeltzalea-Partido Nacionalista Vasco (194.594) - Coalición Canaria (68.152) - Geroa Bai (8.241) - El Pi – Proposta per les Illes (3.058) - Wahlbündnis (7.109)     | 281.064    | 1,6  | 1       |
|                          | Partido Animalista Con el Medio Ambiente | 134.425    | 0,8  | –       |
|                          | Ciudadanos | 121.031    | 0,7  | –       |
|                          | Frente Obrero | 66.242     | 0,4  | –       |
|                          | Existe (TE – UCI – PMJ+ – Soria ¡Ya! – CDC – Sonst.) | 40.107     | 0,2  | –       |
|                          | Izquierda Española | 32.717     | 0,2  | –       |
|                          | Feministas al Congreso | 28.778     | 0,2  | –       |
|                          | Iustitia Europa | 27.407     | 0,2  | –       |
|                          | Ahora Andalucía (AxSí – CA – CxA) | 24.163     | 0,1  | –       |
|                          | Volt España | 21.470     | 0,1  | –       |
|                          | Escaños en Blanco | 20.586     | 0,1  | –       |
|                          | Partido Comunista de los Trabajadores de España | 15.176     | 0,1  | –       |
|                          | Pirates de Catalunya – Alianza Rebelde | 14.442     | 0,1  | –       |
|                          | Partido Comunista de los Pueblos de España – PCPC | 11.718     | 0,1  | –       |
|                          | Falange Española de las JONS | 9.643      | 0,1  | –       |
|                          | Soberanía Alimentaria Española | 9.253      | 0,1  | –       |
|                          | Cree en Europa (Cree – Contigo) | 9.227      | 0,1  | –       |
|                          | Recortes Cero | 7.588      | 0,0  | –       |
|                          | País i Moviment Rural (Convergents – MDC – RV/PVE – VM) | 7.017      | 0,0  | –       |
|                          | Partido Humanista | 6.418      | 0,0  | –       |
|                          | Salamanca – Zamora – León PREPAL | 6.343      | 0,0  | –       |
|                          | Futuro | 5.777      | 0,0  | –       |
|                          | Juntos por Extremadura | 5.616      | 0,0  | –       |
|                          | Partido Galego | 5.604      | 0,0  | –       |
|                          | Corriente Revolucionaria de los Trabajadores | 5.527      | 0,0  | –       |
|                          | Extremeños (PREx-CREx) | 3.502      | 0,0  | –       |
| Votos en blanco          | Votos en blanco | 123.620    | 0,7  | –       |
| Gesamt                   | Gesamt | 17.431.031 | 100  | 61      |
|                          | |            |      |         |
| Ungültige Stimmen        | Ungültige Stimmen | 123.354    | 0,7  |         |
| Wähler                   | Wähler | 17.554.385 | 49,2 |         |
| Wahlberechtigte          | Wahlberechtigte | 35.665.455 |      |         |
|                          | |            |      |         |
| Quelle: Innenministerium | |            |      |         |

### Ergebnis nach autonomen Gemeinschaften
| Autonome Gemeinschaft | Listen (%) | Listen (%) | Listen (%) | Listen (%) | Listen (%) | Listen (%) | Listen (%) | Listen (%) | Listen (%) | Listen (%) | Listen (%) | Listen (%) | Blancos | Gültige Stimmen |
| Autonome Gemeinschaft | PP         | PSOE       | VOX        | AR         | Sumar      | SALF       | Podemos    | Junts+     | CEUS       | PACMA      | C's        | Sonstige   | Blancos | Gültige Stimmen |
| --------------------- | ---------- | ---------- | ---------- | ---------- | ---------- | ---------- | ---------- | ---------- | ---------- | ---------- | ---------- | ---------- | ------- | --------------- |
| Andalusien            | 37,9       | 32,2       | 10,9       | 0,1        | 5,1        | 6,2        | 2,8        | 0,0        | 0,0        | 0,8        | 0,7        | 2,4        | 0,8     | 2.908.467       |
| Aragonien             | 37,2       | 30,2       | 11,5       | 0,3        | 5,1        | 5,1        | 3,0        | 0,1        | 0,0        | 0,6        | 0,9        | 5,1        | 0,9     | 520.664         |
| Asturien              | 36,9       | 35,1       | 9,9        | 0,4        | 6,0        | 3,3        | 3,8        | 0,0        | 0,0        | 0,6        | 0,7        | 2,3        | 0,9     | 422.905         |
| Balearische Inseln    | 35,8       | 28,9       | 11,2       | 5,2        | 4,4        | 5,4        | 3,1        | 0,8        | 1,0        | 0,9        | 0,6        | 2,1        | 0,7     | 318.240         |
| Kanarische Inseln     | 29,3       | 30,5       | 12,0       | 0,3        | 4,0        | 6,3        | 3,4        | 0,1        | 10,1       | 1,1        | 0,4        | 1,8        | 0,6     | 676.225         |
| Kantabrien            | 42,7       | 31,0       | 9,9        | 0,3        | 3,1        | 5,7        | 2,7        | 0,1        | 0,1        | 0,6        | 0,9        | 2,0        | 0,8     | 256.215         |
| Kastilien-La Mancha   | 41,5       | 31,7       | 13,0       | 0,1        | 3,0        | 4,9        | 2,2        | 0,0        | 0,0        | 0,6        | 0,6        | 1,6        | 0,8     | 798.541         |
| Kastilien und León    | 44,6       | 30,4       | 10,5       | 0,2        | 2,9        | 4,0        | 2,4        | 0,1        | 0,0        | 0,5        | 0,8        | 2,7        | 0,9     | 1.059.413       |
| Katalonien            | 13,8       | 30,6       | 6,2        | 14,8       | 4,3        | 2,8        | 4,6        | 18,0       | 0,1        | 1,3        | 0,6        | 2,2        | 0,6     | 2.390.454       |
| Extremadura           | 41,4       | 36,6       | 9,9        | 0,1        | 2,5        | 3,5        | 2,2        | 0,0        | 0,0        | 0,4        | 0,5        | 2,1        | 0,7     | 411.565         |
| Galicien              | 43,6       | 27,0       | 4,3        | 16,1       | 2,1        | 2,0        | 2,0        | 0,0        | 0,0        | 0,5        | 0,3        | 1,3        | 0,7     | 1.114.902       |
| La Rioja              | 44,7       | 32,6       | 8,8        | 0,4        | 3,3        | 3,7        | 2,3        | 0,0        | 0,1        | 0,5        | 0,6        | 2,2        | 0,8     | 123.170         |
| Madrid                | 40,7       | 28,2       | 10,7       | 0,3        | 5,8        | 5,1        | 4,5        | 0,1        | 0,1        | 0,7        | 1,1        | 2,2        | 0,6     | 2.780.349       |
| Murcia                | 42,9       | 25,0       | 15,9       | 0,1        | 3,3        | 6,6        | 2,4        | 0,1        | 0,0        | 0,7        | 0,8        | 1,8        | 0,6     | 517.166         |
| Navarra               | 28,0       | 28,8       | 6,6        | 18,8       | 3,9        | 3,1        | 3,2        | 0,1        | 3,2        | 0,6        | 0,5        | 2,5        | 0,8     | 259.993         |
| Baskenland            | 11,5       | 25,9       | 2,7        | 26,2       | 3,3        | 1,7        | 3,2        | 0,1        | 22,4       | 0,5        | 0,1        | 1,7        | 0,5     | 868.581         |
| Valencia              | 35,9       | 31,4       | 11,5       | 0,4        | 7,6        | 5,8        | 3,0        | 0,1        | 0,0        | 0,8        | 0,8        | 2,0        | 0,7     | 1.965.983       |
| Ceuta                 | 36,5       | 32,2       | 16,7       | 0,1        | 1,6        | 7,8        | 2,0        | 0,0        | 0,0        | 0,4        | 0,5        | 1,5        | 0,5     | 19.770          |
| Melilla               | 40,1       | 33,7       | 14,1       | 0,1        | 1,7        | 5,9        | 1,6        | 0,0        | 0,0        | 0,5        | 0,6        | 1,1        | 0,5     | 18.428          |